# Fairy Books d'Andrew Lang
Les Fairy Books d'Andrew Lang sont une série de vingt-cinq recueils de contes de fées, conçus par Leonora Blanche Alleyne et son mari Andrew Lang. Les plus connus sont les douze Andrew Lang's "Coloured" Fairy Books (ou Andrew Lang's Fairy Books of Many Colors), publiés avec des couvertures de différentes couleurs, entre 1889 et 1910.

## Présentation
En tout, 437 contes provenant d'un large éventail de cultures et de pays sont présentés. Leonora Blanche Alleyne (1851–1933) était une auteure, éditrice et traductrice anglaise. Connue par sa famille et ses amis sous le nom de Nora, elle prit la direction éditoriale de la collection dans les années 1890. Andrew Lang (1844–1912), poète, romancier et critique littéraire écossais, a édité la série et écrit les préfaces pour toute sa diffusion. La critique littéraire Anita Silvey souligne que « l'ironie de la vie et de l'œuvre d'[Andrew] Lang est que, bien qu'il ait écrit pour une profession — critique littéraire ; fiction ; poèmes ; livres et articles sur l'anthropologie, la mythologie, l'histoire et les voyages [...] il est surtout reconnu pour les œuvres qu'il n'a pas écrites ».
Les livres ont été principalement illustrés par Henry J. Ford. Lancelot Speed (en) et G.P. Jacomb-Hood (en) ont également fourni certaines illustrations.
L'envie d'Andrew Lang de rassembler et de publier des contes de fées trouvait son origine dans sa propre expérience des contes populaires et des contes de fées de son territoire natal, le long de la frontière anglo-écossaise. Les recueils de contes de fées britanniques étaient rares à l'époque ; The Fairy Book (1869) de Dinah Craik constituait un précédent isolé. Selon Roger Lancelyn Green, Lang il « luttait contre les critiques et les pédagogues de l'époque » qui jugeaient « l'irréalité, la brutalité et le côté évasif des contes traditionnels nuisibles aux jeunes lecteurs, tout en estimant que ces histoires étaient indignes d'un public d'âge mûr ».
Comme il l'a reconnu dans les préfaces, bien que Lang ait effectué lui-même la plupart des sélections, sa femme et d'autres traducteurs (et surtout traductrices) ont réalisé une grande partie des versions en anglais.
Parmi les auteurs français utilisés par Andrew Lang, on peut mentionner Madame d'Aulnoy, le comte de Caylus, le général Marbot, le chevalier Louis de Mailly, Henri Pajon, Charles Perrault, Charles Deulin, Charles Marelle, Paul Sébillot, Louis Léger.
Dans ses préfaces successives, il dit régulièrement avoir été amené à publier un nouveau recueil à la demande du public. Il a par ailleurs publié de nombreux autres recueils de contes, récits, poèmes, etc. en dehors de cette série.
Les Fairy Books ont été réédités par Dover Publications Inc. à partir de 1965. Il s'agit de reproductions à l'identique des versions originales (sauf la couverture et la couleur éventuelle des illustrations).

## Sources
Les Lang n'ont pas recueilli les histoires à partir de sources primaires orales. Ils les ont compilées à partir d'une grande variété de sources (parfois indiquées avec plus ou moins de précision, parfois sans aucune indication d'origine), ce qui rendit ses collections immensément influentes. Ces recueils ont eu une influence considérable ; les Lang ont donné à nombre de leurs contes leur première version en anglais. Andrew a sélectionné les contes des quatre premiers livres, tandis que Nora a repris la série par la suite.

## Recueils
Les recueils les plus connus sont les douze « Coloured » Fairy Books  ou Andrew Lang's Fairy Books of Many Colors (caractérisés par la couleur de leur couverture). Mais il en existe en tout vingt-cinq :

### The Blue Fairy Book
La première édition du Blue Fairy Book (1889) comptait 5 000 exemplaires, vendus 6 shillings chacun. Le livre rassemblait un large éventail de contes, dont sept des frères Grimm, cinq de Madame d'Aulnoy, trois des Mille et Une Nuits et quatre contes norvégiens, entre autres,.
| Titre                                               | Nom de l'éventuel recueil                                             | Auteur/Collecteur de la version publiée,                                 | Date de première publication | Origine                  |
| --------------------------------------------------- | --------------------------------------------------------------------- | ------------------------------------------------------------------------ | ---------------------------- | ------------------------ |
| The Bronze Ring (en)                                | Traditions Populaires de l’Asie Mineure                               | Henri Carnoy et Jean Nicolaïdes                                          | 1889                         | Grèce                    |
| Désir et Mignone (en)                               | Contes moraux pour l’instruction de la jeunesse                       | Jeanne-Marie Leprince de Beaumont                                        | 1806                         | France                   |
| À l'est du soleil et à l'ouest de la lune           | Contes populaires norvégiens                                          | Peter Christen Asbjørnsen et Jørgen Moe                                  | 1841                         | Norvège                  |
| Le Nain jaune                                       | Contes nouveaux ou Les Fées à la mode                                 | Marie-Catherine d'Aulnoy                                                 | 1698                         | France                   |
| Le Petit Chaperon rouge                             | Histoires ou Contes du temps passé ou Les Contes de ma mère l’Oye     | Charles Perrault                                                         | 1697                         | France                   |
| La Belle au bois dormant                            | Histoires ou Contes du temps passé ou Les Contes de ma mère l’Oye     | Charles Perrault                                                         | 1697                         | France                   |
| Cendrillon ou la Petite Pantoufle de verre          | Histoires ou Contes du temps passé ou Les Contes de ma mère l’Oye     | Charles Perrault                                                         | 1697                         | France                   |
| Aladin ou la Lampe merveilleuse                     | Les Mille et Une Nuits (voir Contes orphelins des Mille et une nuits) | Hanna Diyab et Antoine Galland                                           | 1710                         | Indéterminée             |
| Conte de celui qui s'en alla pour connaître la peur | Contes de l'enfance et du foyer                                       | Frères Grimm                                                             | 1812                         | Allemagne                |
| Nain Tracassin                                      | Contes de l'enfance et du foyer                                       | Frères Grimm                                                             | 1812                         | Allemagne                |
| La Belle et la Bête                                 | La Jeune Américaine et les contes marins                              | Gabrielle-Suzanne de Villeneuve                                          | 1740                         | France                   |
| The Master Maid (en)                                | Contes populaires norvégiens                                          | Peter Christen Asbjørnsen et Jørgen Moe                                  | 1841                         | Norvège                  |
| Why the Sea is Salt (en)                            | Contes populaires norvégiens                                          | Peter Christen Asbjørnsen et Jørgen Moe                                  | 1841                         | Norvège                  |
| Le Maître chat ou le Chat botté                     | Histoires ou Contes du temps passé ou Les Contes de ma mère l’Oye     | Charles Perrault                                                         | 1695                         | France                   |
| Fortunée                                            | Les Contes des Fées                                                   | Marie-Catherine d'Aulnoy                                                 | 1697                         | France                   |
| La Chatte blanche                                   | Contes nouveaux ou Les Fées à la mode                                 | Marie-Catherine d'Aulnoy                                                 | 1697                         | France                   |
| Les fileuses d'or (en)                              | Eestirahwa Ennemuistesed jutud                                        | Friedrich Reinhold Kreutzwald                                            | 1869                         | Estonie                  |
| La terrible tête                                    | The Blue Fairy Book                                                   | Andrew Lang (basé sur Apollodore d'Athènes, Simonide de Céos et Pindare) | 1889                         | Grèce                    |
| La Belle aux Cheveux d'Or (en)                      | Les Contes des Fées                                                   | Marie-Catherine d'Aulnoy                                                 | 1697                         | France                   |
| The History of Whittington (en)                     |                                                                       |                                                                          | 1889                         | Royaume-Uni (Angleterre) |
| Le Mouton (en)                                      | Les Contes des Fées                                                   | Marie-Catherine d'Aulnoy                                                 | 1697                         | France                   |
| Le Petit Poucet                                     | Histoires ou Contes du temps passé ou Les Contes de ma mère l’Oye     | Charles Perrault                                                         | 1697                         | France                   |
| Ali Baba et les Quarante Voleurs                    | Les Mille et Une Nuits (voir Contes orphelins des Mille et une nuits) | Hanna Diyab et Antoine Galland                                           | 1710                         | Indéterminée             |
| Hansel et Gretel                                    | Contes de l'enfance et du foyer                                       | Frères Grimm                                                             | 1812                         | Allemagne                |
| Blanche-Neige et Rose-Rouge                         | Contes de l'enfance et du foyer                                       | Frères Grimm                                                             | 1812                         | Allemagne                |
| La Petite Gardeuse d'oies                           | Contes de l'enfance et du foyer                                       | Frères Grimm                                                             | 1815                         | Allemagne                |
| Les Fées                                            | Histoires ou Contes du temps passé ou Les Contes de ma mère l’Oye     | Charles Perrault                                                         | 1697                         | France                   |
| Le prince Chéri (en)                                | Contes moraux pour l’instruction de la jeunesse                       | Jeanne-Marie Leprince de Beaumont                                        | 1806                         | France                   |
| La Barbe bleue                                      | Histoires ou Contes du temps passé ou Les Contes de ma mère l’Oye     | Charles Perrault                                                         | 1697                         | France                   |
| Le Fidèle Jean                                      | Contes de l'enfance et du foyer                                       | Frères Grimm                                                             | 1812                         | Allemagne                |
| Le Vaillant Petit Tailleur                          | Contes de l'enfance et du foyer                                       | Frères Grimm                                                             | 1812                         | Allemagne                |
| Voyage à Lilliput (Les Voyages de Gulliver)         |                                                                       | Jonathan Swift                                                           | 1726                         | Irlande                  |
| The Princess on the Glass Hill (en)                 | Contes populaires norvégiens                                          | Peter Christen Asbjørnsen et Jørgen Moe                                  | 1841                         | Norvège                  |
| Histoire du prince Ahmed, et de la fée Pari-Banou   | Les Mille et Une Nuits (voir Contes orphelins des Mille et une nuits) | Hanna Diyab et Antoine Galland                                           | 1713                         | Indéterminée             |
| Jack le tueur de géants                             |                                                                       |                                                                          |                              | Royaume-Uni (Angleterre) |
| Black Bull of Norroway (en)                         | Popular Traditions of Scotland ( The popular Rhymes of Scotland ?)    | Robert Chambers                                                          | 1842                         | Royaume-Uni (Écosse)     |
| The Red Ettin                                       | Popular Traditions of Scotland ( The popular Rhymes of Scotland ?)    | Robert Chambers                                                          | 1842                         | Royaume-Uni (Écosse)     |

### The Red Fairy Book
Le Red Fairy Book parut à Noël 1890, tiré à 10 000 exemplaires. Ses sources incluent des contes français, russes, danois et roumains, ainsi que la mythologie nordique,.
| Titre                                        | Nom de l'éventuel recueil                                                           | Auteur/Collecteur de la version publiée, | Date de première publication | Origine                  |
| -------------------------------------------- | ----------------------------------------------------------------------------------- | ---------------------------------------- | ---------------------------- | ------------------------ |
| Le Bal des douze princesses                  | Contes de l'enfance et du foyer                                                     | Frères Grimm                             | 1812                         | Allemagne                |
| La Princesse Printanière                     | Les Contes des Fées                                                                 | Marie-Catherine d'Aulnoy                 | 1697                         | France                   |
| Le Château de Soria Moria                    | Contes populaires norvégiens                                                        | Peter Christen Asbjørnsen et Jørgen Moe  | 1843                         | Norvège                  |
| Maria Morevna                                | Contes populaires russes                                                            | Alexandre Afanassiev                     | 1855                         | Russie                   |
| The Black Thief and Knight of the Glen (en)  | Hibernian Tales                                                                     | Anonyme                                  |                              | Irlande                  |
| Le Maître-voleur                             | Contes de l'enfance et du foyer                                                     | Frères Grimm                             | 1843                         | Allemagne                |
| Frérot et Sœurette                           | Contes de l'enfance et du foyer                                                     | Frères Grimm                             | 1812                         | Allemagne                |
| La Princesse Rosette (en)                    | Les Contes des Fées                                                                 | Marie-Catherine d'Aulnoy                 | 1697                         | France                   |
| Le cochon enchanté (en)                      | Rumänische Märchen                                                                  | Mite Kremnitz                            | 1882                         | Roumanie                 |
| La Bête Norka                                |                                                                                     |                                          |                              | Ukraine                  |
| The Wonderful Birch (en)                     |                                                                                     |                                          |                              | Russie                   |
| Jack et le Haricot magique                   |                                                                                     |                                          |                              | Royaume-Uni (Angleterre) |
| La Bonne Petite Souris (en)                  | Les Contes des Fées                                                                 | Marie-Catherine d'Aulnoy                 | 1697                         | France                   |
| Gracieuse et Percinet (en)                   | Les Contes des Fées                                                                 | Marie-Catherine d'Aulnoy                 | 1697                         | France                   |
| The Three Princesses of Whiteland (en)       | Contes populaires norvégiens                                                        | Peter Christen Asbjørnsen et Jørgen Moe  |                              | Norvège                  |
| La Voix de la Mort                           | Rumänische Märchen                                                                  | Mite Kremnitz                            | 1882                         | Roumanie                 |
| The Six Sillies                              | La Tradition                                                                        | Jules Lemoine                            |                              | Belgique                 |
| Kari Woodengown (en)                         | Contes populaires norvégiens                                                        | Peter Christen Asbjørnsen et Jørgen Moe  | 1843                         | Norvège                  |
| Bout-d'-Canard                               | Affenschwanz et cetera: variantes orales de contes populaires français et étrangers | Charles Marelles                         | 1888                         | France                   |
| Le Joueur de flûte de Hamelin                | Légendes allemandes (en)                                                            | Frères Grimm                             | 1816                         | Allemagne                |
| La véritable histoire du Petit Chaperon d'Or | Affenschwanz et cetera: variantes orales de contes populaires français et étrangers | Charles Marelles                         | 1888                         | France                   |
| Le Rameau d’or (en)                          | Les Contes des Fées                                                                 | Marie-Catherine d'Aulnoy                 | 1697                         | France                   |
| Les Trois Petits Hommes de la forêt          | Contes de l'enfance et du foyer                                                     | Frères Grimm                             | 1812                         | Allemagne                |
| Grimsborken                                  | Contes populaires norvégiens                                                        | Peter Christen Asbjørnsen et Jørgen Moe  | 1843                         | Norvège                  |
| Désiré d'Amour (en)                          | Contes du roi Cambrinus                                                             | Charles Deulin                           | 1874                         | France                   |
| Les Douze Frères                             | Contes de l'enfance et du foyer                                                     | Frères Grimm                             | 1812                         | Allemagne                |
| Raiponce                                     | Contes de l'enfance et du foyer                                                     | Frères Grimm                             | 1812                         | Allemagne                |
| La Fileuse d'orties (en)                     | Contes du roi Cambrinus                                                             | Charles Deulin                           | 1874                         | France                   |
| Bonde Værskjegg (en)                         | Contes populaires norvégiens                                                        | Peter Christen Asbjørnsen et Jørgen Moe  |                              | Norvège                  |
| Dame Holle                                   | Contes de l'enfance et du foyer                                                     | Frères Grimm                             | 1812                         | Allemagne                |
| Minnikin (en)                                | Contes populaires norvégiens                                                        | Peter Christen Asbjørnsen et Jørgen Moe  |                              | Norvège                  |
| Buskebrura (en)                              | Contes populaires norvégiens                                                        | Peter Christen Asbjørnsen et Jørgen Moe  |                              | Norvège                  |
| Blanche-Neige                                | Contes de l'enfance et du foyer                                                     | Frères Grimm                             | 1812                         | Allemagne                |
| L'Oie d'or (en)                              | Contes de l'enfance et du foyer                                                     | Frères Grimm                             | 1812                         | Allemagne                |
| De syv folene (en)                           | Contes populaires norvégiens                                                        | Peter Christen Asbjørnsen et Jørgen Moe  |                              | Norvège                  |
| Le Violon merveilleux (en)                   | Contes de l'enfance et du foyer                                                     | Frères Grimm                             | 1812                         | Allemagne                |
| L'histoire de Siegfried                      | Völsunga saga                                                                       |                                          | XIIIe siècle                 | Islande                  |

### The Green Fairy Book
Dans sa préface à ce volume (1892), Lang affirmait que le Green Fairy Book serait « probablement le dernier » de la collection. Cependant, leur popularité persistante exigeait des recueils ultérieurs. Ici, Lang a rassemblé des histoires issues des traditions espagnoles et chinoises,.
| Titre                                         | Nom de l'éventuel recueil                             | Auteur/Collecteur de la version publiée, | Date de première publication | Origine                  |
| --------------------------------------------- | ----------------------------------------------------- | ---------------------------------------- | ---------------------------- | ------------------------ |
| L'Oiseau bleu                                 | Les Contes des Fées                                   | Marie-Catherine d'Aulnoy                 | 1697                         | France                   |
| Medio Pollito                                 |                                                       |                                          |                              | Espagne                  |
| L'Histoire du calife cigogne (de)             | La caravane                                           | Wilhelm Hauff                            | 1825                         | Allemagne                |
| La Montre Enchantée (en)                      |                                                       | Charles Deulin                           |                              | France                   |
| Rosanie (en)                                  | Féeries nouvelles                                     | Anne Claude de Caylus                    | 1741                         | France                   |
| Sylvain and Jocosa                            |                                                       | Anne Claude de Caylus                    |                              | France                   |
| Les Dons (en)                                 | Féeries nouvelles                                     | Anne Claude de Caylus                    | 1741                         | France                   |
| La Princesse Pimprenelle et Le Prince Romarin | Féeries nouvelles                                     | Anne Claude de Caylus                    | 1741                         | France                   |
| Le Prince Muguet et la Princesse Zaza         | Féeries nouvelles                                     | Anne Claude de Caylus                    | 1741                         | France                   |
| Les Trois Petits Cochons                      |                                                       |                                          |                              | Royaume-Uni (Angleterre) |
| Heart of Ice                                  |                                                       | Anne Claude de Caylus                    |                              |                          |
| Histoire de Rosimond et de Braminte           | Fables composées pour l'éducation du duc de Bourgogne | Fénelon                                  | 1700                         | France                   |
| Le Château suspendu dans les airs             | Contes de terre et de mer                             | Paul Sébillot                            | 1883                         | France                   |
| L'Oiseau d'or                                 | Contes de l'enfance et du foyer                       | Frères Grimm                             | 1812                         | Allemagne                |
| Le petit soldat                               | Contes d’un buveur de bière                           | Charles Deulin                           | 1868                         | France                   |
| The Magic Swan (en)                           |                                                       | Hermann Kletke                           |                              |                          |
| La Pouilleuse (en)                            | Littérature orale de la Haute-Bretagne                | Paul Sébillot                            | 1883                         | France                   |
| Le Serpent (en)                               | Pentamerone                                           | Giambattista Basile                      |                              | Italie                   |
| The Biter Bit                                 |                                                       | Hermann Kletke                           |                              |                          |
| King Kojata (en)                              |                                                       | Hermann Kletke                           |                              | Russie                   |
| Prince Fickle and Fair Helena                 |                                                       | Hermann Kletke                           |                              | Allemagne                |
| Puddocky (en)                                 | Volks-Sagen, Märchen und Legenden                     | Johann Gustav Gottlieb Büsching          | 1812                         | Allemagne                |
| L'histoire de Hok Lee et des nains            |                                                       |                                          |                              | Chine                    |
| Boucle d'or et les Trois Ours                 |                                                       | Robert Southey                           |                              | Royaume-Uni (Angleterre) |
| Nonchalante et Papillon                       | Féeries nouvelles                                     | Anne Claude de Caylus                    | 1741                         | France                   |
| Un-Œil, Double-Œil et Triple-Œil              | Contes de l'enfance et du foyer                       | Frères Grimm                             | 1815                         | Allemagne                |
| Jorinde et Joringel                           | Contes de l'enfance et du foyer                       | Frères Grimm                             | 1812                         | Allemagne                |
| Toutes-Fourrures                              | Contes de l'enfance et du foyer                       | Frères Grimm                             | 1812                         | Allemagne                |
| Les Douze Chasseurs (de)                      | Contes de l'enfance et du foyer                       | Frères Grimm                             | 1812                         | Allemagne                |
| Fuseau, navette et aiguille (de)              | Contes de l'enfance et du foyer                       | Frères Grimm                             | 1843                         | Allemagne                |
| Le Cercueil de verre (de)                     | Contes de l'enfance et du foyer                       | Frères Grimm                             | 1837                         | Allemagne                |
| Les Trois Feuilles du serpent (de)            | Contes de l'enfance et du foyer                       | Frères Grimm                             | 1812                         | Allemagne                |
| La Devinette (de)                             | Contes de l'enfance et du foyer                       | Frères Grimm                             | 1812                         | Allemagne                |
| Hans-mon-hérisson (de)                        | Contes de l'enfance et du foyer                       | Frères Grimm                             | 1815                         | Allemagne                |
| Les Enfants d'or (de)                         | Contes de l'enfance et du foyer                       | Frères Grimm                             | 1812                         | Allemagne                |
| Le Serpent blanc                              | Contes de l'enfance et du foyer                       | Frères Grimm                             | 1815                         | Allemagne                |
| Le Malin Petit Tailleur (de)                  | Contes de l'enfance et du foyer                       | Frères Grimm                             | 1812                         | Allemagne                |
| L'Oiseau d'or                                 | Contes de l'enfance et du foyer                       | Frères Grimm                             | 1812                         | Allemagne                |
| The War of the Wolf and the Fox               |                                                       | Frères Grimm                             |                              | Allemagne                |
| Le Pêcheur et sa femme                        | Contes de l'enfance et du foyer                       | Frères Grimm                             | 1812                         | Allemagne                |
| The Three Musicians                           |                                                       | Frères Grimm                             |                              | Allemagne                |
| The Three Dogs                                |                                                       | Frères Grimm                             |                              | Allemagne                |

### The Yellow Fairy Book
Tiré à 15 000 exemplaires à l'origine (1894), le Yellow Fairy Book est un recueil de contes du monde entier, dont de nombreux de Hans Christian Andersen, des histoires des Nord-Amérindiens,, de Russie, de Roumanie, d'Islande...
| Titre                                | Nom de l'éventuel recueil                                  | Auteur/Collecteur de la version publiée, | Date de première publication | Origine                            |
| ------------------------------------ | ---------------------------------------------------------- | ---------------------------------------- | ---------------------------- | ---------------------------------- |
| Chat et souris associés              | Contes de l'enfance et du foyer                            | Frères Grimm                             | 1812                         | Allemagne                          |
| Les Six Cygnes                       | Contes de l'enfance et du foyer                            | Frères Grimm                             | 1812                         | Allemagne                          |
| Der Norlands Drache (en)             | Esthnische Mährchen                                        | Friedrich Kreutzwald                     | 1869                         | Estonie                            |
| Les Habits neufs de l'empereur       |                                                            | Hans Christian Andersen                  | 1837                         | Danemark                           |
| Le Prince Crabe (en)                 | Griechische Märchen, Sagen and Volkslieder                 | Bernhard Schmidt                         | 1877                         | Grèce                              |
| Le Fourneau (de)                     | Contes de l'enfance et du foyer                            | Frères Grimm                             | 1815                         | Allemagne                          |
| Le Diable et sa grand-mère (de)      | Contes de l'enfance et du foyer                            | Frères Grimm                             | 1812                         | Allemagne                          |
| L'Âne-salade (de)                    | Contes de l'enfance et du foyer                            | Frères Grimm                             | 1812                         | Allemagne                          |
| La Petite Grenouille Verte (en)      | Nouveau recueil de contes de fées                          | Pierre-Jean Mariette                     | 1731                         | France                             |
| Le serpent à sept têtes (en)         | Griechische Märchen, Sagen and Volkslieder                 | Bernhard Schmidt                         | 1877                         | Grèce                              |
| Les Animaux Reconnaissants (en)      | Märchensaal                                                | Hermann Kletke                           | 1845                         | Hongrie                            |
| Les Géants et le Berger (en)         | Märchen und Sagen der Bukowinaer und Siebenbürger Armenier | Heinrich von Wlislocki                   | 1891                         | Roumanie                           |
| The Invisible Prince                 |                                                            |                                          |                              |                                    |
| Le Corbeau (en)                      | Märchensaal aller Völker                                   | Hermann Kletke                           | 1845                         | Pologne                            |
| Six à qui rien ne résiste (de)       | Contes de l'enfance et du foyer                            | Frères Grimm                             | 1812                         | Allemagne                          |
| Le Roi Magicien (en)                 | Les Illustres Fées, contes galants dédiés aux Dames        | Louis de Mailly                          | 1698                         | France                             |
| L'Ondine de l'étang                  | Contes de l'enfance et du foyer                            | Frères Grimm                             | 1843                         | Allemagne                          |
| La Montagne de Verre (en)            | Märchensaal aller Völker                                   | Hermann Kletke                           | 1845                         | Pologne                            |
| Alphinge ou le singe vert (en)       | Nouveaux Contes de fées                                    | Louis de Mailly                          | 1718                         | France                             |
| Le Prince Arc-en-ciel (en)           | Nouveaux Contes de fées                                    | Louis de Mailly                          | 1718                         | France                             |
| The Three Brothers                   |                                                            | Hermann Kletke                           |                              | Pologne                            |
| The Boy and the Wolves (en)          |                                                            |                                          |                              | Amérique du Nord (des autochtones) |
| The Glass Axe                        |                                                            | Hermann Kletke                           |                              | Hongrie                            |
| The Dead Wife                        |                                                            |                                          |                              | Amérique du Nord (des Iroquois)    |
| In the Land of Souls                 |                                                            |                                          |                              | Amérique du Nord (des autochtones) |
| Le Canard Blanc (en)                 | Contes populaires russes                                   | Alexandre Afanassiev                     | 1855                         | Russie                             |
| The Witch and her Servants           |                                                            | Hermann Kletke                           |                              | Russie                             |
| The Magic Ring                       |                                                            |                                          |                              |                                    |
| La Fille de la Reine des Fleurs (en) | Märchen und Sagen der Bukowinaer und Siebenbürger Armenier | Heinrich von Wlislocki                   | 1891                         | Roumanie                           |
| Le Navire Volant (en)                |                                                            |                                          |                              | Russie                             |
| The Snow-daughter and the Fire-son   | Märchen und Sagen der Bukowinaer und Siebenbürger Armenier | Heinrich von Wlislocki                   | 1891                         | Roumanie                           |
| Morozko                              | Contes populaires russes                                   | Alexandre Afanassiev                     | 1855                         | Russie                             |
| The Death of the Sun-hero            | Märchen und Sagen der Bukowinaer und Siebenbürger Armenier | Heinrich von Wlislocki                   | 1891                         | Roumanie                           |
| Le conte de Baba-Yaga (en)           |                                                            |                                          |                              | Russie                             |
| L'Enfant Noisette (en)               | Märchen und Sagen der Bukowinaer und Siebenbürger Armenier | Heinrich von Wlislocki                   | 1891                         | Roumanie                           |
| Grand Claus et Petit Claus           |                                                            | Hans Christian Andersen                  | 1835                         | Danemark                           |
| Prince Ring (en)                     | Íslenzkar Þjóðsögur og Æfintýri (is)                       | Jón Árnason                              | 1862                         | Islande                            |
| Le Garçon porcher (en)               |                                                            | Hans Christian Andersen                  | 1841                         | Danemark                           |
| La Princesse au petit pois           |                                                            | Hans Christian Andersen                  | 1835                         | Danemark                           |
| Les Montagnes Bleues (en)            |                                                            |                                          |                              |                                    |
| Le Briquet                           |                                                            | Hans Christian Andersen                  | 1835                         | Danemark                           |
| La Géante dans la barque de pierre   | Íslenzkar Þjóðsögur og Æfintýri                            | Jón Árnason                              | 1862                         | Islande                            |
| Poucette                             |                                                            | Hans Christian Andersen                  | 1835                         | Danemark                           |
| Le Rossignol et l'Empereur de Chine  |                                                            | Hans Christian Andersen                  | 1843                         | Danemark                           |
| Hermod et Hadvor (en)                | Íslenzkar Þjóðsögur og Æfintýri                            | Jón Árnason                              | 1862                         | Islande                            |
| Le Stoïque Soldat de plomb           |                                                            | Hans Christian Andersen                  | 1838                         | Danemark                           |
| Hans le balourd (en)                 |                                                            | Hans Christian Andersen                  | 1855                         | Danemark                           |
| L'aiguille à repriser (en)           |                                                            | Hans Christian Andersen                  | 18545                        | Danemark                           |

### The Pink Fairy Book
Publié en 1897, il comprend quarante et un contes japonais, scandinaves, catalans et siciliens,.
| Titre                                                 | Nom de l'éventuel recueil                                               | Auteur/Collecteur de la version publiée, | Date de première publication | Origine        |
| ----------------------------------------------------- | ----------------------------------------------------------------------- | ---------------------------------------- | ---------------------------- | -------------- |
| The Cat's Elopement (en)                              | Japanische Marchen und Sagan                                            | David August Brauns                      | 1885                         | Japon          |
| How the Dragon Was Tricked (en)                       | Griechische Märchen, Sagen and Volkslieder                              | Bernhard Schmidt                         | 1877                         | Grèce          |
| Le Nixe chez l’épicier (en)                           |                                                                         | Hans Christian Andersen                  | 1852                         | Danemark       |
| La Maison dans la forêt                               | Contes de l'enfance et du foyer                                         | Frères Grimm                             | 1840                         | Allemagne      |
| Urashima Tarō                                         | Japanische Marchen und Sagan                                            | David August Brauns                      | 1885                         | Japon          |
| Kachi-kachi Yama                                      | Japanische Marchen und Sagan                                            | David August Brauns                      | 1885                         | Japon          |
| La Malle volante                                      |                                                                         | Hans Christian Andersen                  | 1839                         | Danemark       |
| L'Homme de neige                                      |                                                                         | Hans Christian Andersen                  | 1861                         | Danemark       |
| Les Amours d'un faux-col                              |                                                                         | Hans Christian Andersen                  | 1848                         | Danemark       |
| La princesse dans le coffre (en)                      |                                                                         |                                          |                              | Danemark       |
| Les Trois Frères (de)                                 | Contes de l'enfance et du foyer                                         | Frères Grimm                             | 1815                         | Allemagne      |
| La Reine des neiges                                   |                                                                         | Hans Christian Andersen                  | 1844                         | Danemark       |
| Le Sapin                                              |                                                                         | Hans Christian Andersen                  | 1844                         | Danemark       |
| Hans, the Mermaid's Son                               |                                                                         |                                          |                              | Danemark       |
| Peter Bull                                            |                                                                         |                                          |                              | Danemark       |
| The Bird 'Grip' (en)                                  |                                                                         |                                          |                              | Suède          |
| Snegourotchka                                         | Recueil de contes populaires slaves : traduits sur les textes originaux | Louis Léger                              | 1882                         | Russie         |
| I Know What I Have Learned (en)                       |                                                                         |                                          |                              | Danemark       |
| Le cordonnier rusé (en)                               | Contes siciliens                                                        | Laura Gonzenbach                         | 1870                         | Italie         |
| Le roi qui voulait une belle épouse (en)              | Contes siciliens                                                        | Laura Gonzenbach                         | 1870                         | Italie         |
| Catherine et son Destin (en)                          | Contes siciliens                                                        | Laura Gonzenbach                         | 1870                         | Italie         |
| Comment l'ermite a aidé à gagner la fille du roi (en) | Contes siciliens                                                        | Laura Gonzenbach                         | 1870                         | Italie         |
| L'Eau de Vie (en)                                     | Cuentos Populars Catalans                                               | Francisco Maspons y Labrós               | 1885                         | Espagne        |
| Le lion blessé (en)                                   | Cuentos Populars Catalans                                               | Francisco Maspons y Labrós               | 1885                         | Espagne        |
| The Man Without a Heart                               |                                                                         |                                          |                              | Danemark       |
| Les Deux Frères                                       | Contes de l'enfance et du foyer                                         | Frères Grimm                             | 1812                         | Allemagne      |
| Le Lion d'Or (en)                                     | Contes siciliens                                                        | Laura Gonzenbach                         | 1870                         | Italie         |
| The Sprig of Rosemary (en)                            | Cuentos Populars Catalans                                               | Francisco Maspons y Labrós               | 1885                         | Espagne        |
| La Colombe Blanche (en)                               |                                                                         |                                          |                              | Danemark       |
| La fille du troll (en)                                |                                                                         |                                          |                              | Danemark       |
| Esben et la sorcière                                  |                                                                         |                                          |                              | Danemark       |
| La Princesse Minon-Minette                            |                                                                         |                                          |                              | France         |
| Maiden Bright-eye (en)                                |                                                                         |                                          |                              | Danemark       |
| The Merry Wives                                       |                                                                         |                                          |                              | Danemark       |
| Le Roi Lindworm (en)                                  |                                                                         |                                          |                              | Suède          |
| Le chacal, la colombe et la panthere                  | Contes populaires des Bassoutos                                         | Édouard Jacottet                         | 1895                         | Afrique du Sud |
| Le petit lièvre                                       | Contes populaires des Bassoutos                                         | Édouard Jacottet                         | 1895                         | Afrique du Sud |
| Shita-kiri suzume                                     | Japanische Marchen und Sagan                                            | David August Brauns                      | 1885                         | Japon          |
| L'histoire de Ciccu                                   | Contes siciliens                                                        | Laura Gonzenbach                         | 1870                         | Italie         |
| Don Giovanni de la Fortuna (en)                       | Contes siciliens                                                        | Laura Gonzenbach                         | 1870                         | Italie         |

### The Grey Fairy Book
Publié en 1900, il contient trente-cinq histoires, dont plusieurs proviennent de traditions orales, et d'autres de recueils français, allemands et italiens,.
| Titre                                                                                         | Nom de l'éventuel recueil                                               | Auteur/Collecteur de la version publiée, | Date de première publication | Origine        |
| --------------------------------------------------------------------------------------------- | ----------------------------------------------------------------------- | ---------------------------------------- | ---------------------------- | -------------- |
| Peau d'Âne                                                                                    | Le Cabinet des fées                                                     |                                          |                              |                |
| The Goblin Pony                                                                               |                                                                         | Hermann Kletke                           |                              | France         |
| An Impossible Enchantment                                                                     |                                                                         |                                          |                              |                |
| Geschichte von Dschemil und Dschemila                                                         | Märchen und Gedichte aus der Stadt Tripolis in Nordafrika               | Hans Stumme                              | 1898                         | Libye          |
| Janni and the Draken                                                                          |                                                                         |                                          |                              |                |
| The Partnership of the Thief and the Liar                                                     |                                                                         |                                          |                              |                |
| Fortunatus et sa bourse (en)                                                                  |                                                                         |                                          |                              |                |
| Face de chèvre (en)                                                                           |                                                                         | Hermann Kletke                           |                              | Italie         |
| What Came of Picking Flowers (en)                                                             |                                                                         |                                          |                              | Portugal       |
| The Story of Bensurdatu (en)                                                                  | Contes siciliens                                                        | Laura Gonzenbach                         | 1870                         | Italie         |
| The Magician's Horse (en)                                                                     |                                                                         |                                          |                              |                |
| The Little Gray Man                                                                           |                                                                         | Hermann Kletke                           |                              |                |
| Herr Lazarus and the Draken                                                                   |                                                                         |                                          |                              |                |
| La Reine de l'isle des fleurs (en)                                                            | Le Cabinet des fées                                                     |                                          |                              | France         |
| Udea et ses sept frères (en)                                                                  | Märchen und Gedichte aus der Stadt Tripolis in Nordafrika               | Hans Stumme                              | 1898                         | Libye          |
| The White Wolf                                                                                |                                                                         |                                          |                              |                |
| Mohammed with the Magic Finger                                                                | Märchen und Gedichte aus der Stadt Tripolis in Nordafrika               | Hans Stumme                              | 1898                         | Libye          |
| Bobino                                                                                        |                                                                         |                                          |                              |                |
| Le Chien et le Moineau (de)                                                                   |                                                                         | Hermann Kletke                           |                              | Allemagne      |
| Histoire des trois fils d'Hali Bassa de la mer, des filles de Siroco gouverneur d'Alexandrine |                                                                         | Henri Pajon                              | 1748                         | France         |
| The Story of the Fair Circassians                                                             | Le Cabinet des fées                                                     |                                          |                              |                |
| Le chacal et la source (en)                                                                   | Contes populaires des Bassoutos                                         | Édouard Jacottet                         | 1895                         | Afrique du Sud |
| L'Ours (en)                                                                                   |                                                                         |                                          |                              |                |
| The Sunchild (en)                                                                             |                                                                         |                                          |                              |                |
| L'histoire de Buk Ettemsuch (en)                                                              | Märchen und Gedichte aus der Stadt Tripolis in Nordafrika               | Hans Stumme                              | 1898                         | Libye          |
| L'œil qui pleure et l’œil qui rit (en)                                                        | Recueil de contes populaires slaves : traduits sur les textes originaux | Louis Léger                              | 1882                         | Serbie         |
| Le prince Inespéré (en)                                                                       | Recueil de contes populaires slaves : traduits sur les textes originaux | Louis Léger                              | 1882                         | Pologne        |
| The Simpleton (en)                                                                            |                                                                         | Hermann Kletke                           |                              | Italie         |
| Les Musiciens de Brême                                                                        |                                                                         | Hermann Kletke                           |                              | Allemagne      |
| The Twin Brothers                                                                             |                                                                         |                                          |                              |                |
| Cannetella (en)                                                                               |                                                                         | Hermann Kletke                           |                              | Italie         |
| L'Ogre                                                                                        |                                                                         | Hermann Kletke                           |                              | Italie         |
| A Fairy's Blunder                                                                             | Le Cabinet des fées                                                     |                                          |                              |                |
| Long, large et clairvoyant (en)                                                               | Recueil de contes populaires slaves : traduits sur les textes originaux | Louis Léger                              | 1882                         | Tchéquie       |
| Prunella (en)                                                                                 |                                                                         |                                          |                              |                |

### The Violet Fairy Book
La Roumanie, le Japon, la Serbie, la Lituanie, l'Afrique, le Portugal et la Russie sont parmi les sources de ces 35 histoires paruees en 1901, qui parlent d'une forêt hantée, des coffres de pièces d'or, un chien magique et un homme qui déjoue un dragon,.
| Titre                                              | Nom de l'éventuel recueil                                                                | Auteur/Collecteur de la version publiée, | Date de première publication | Origine     |
| -------------------------------------------------- | ---------------------------------------------------------------------------------------- | ---------------------------------------- | ---------------------------- | ----------- |
| A Tale of the Tontlawald (en)                      | Ehstnische Märchen                                                                       | Friedrich Reinhold Kreutzwald            | 1869                         | Estonie     |
| The finest Liar in the World                       | Volksmärchen der Serben                                                                  | Vuk Stefanović Karadžić                  | 1854                         | Serbie      |
| The Story of Three Wonderful Beggars (en)          |                                                                                          |                                          |                              | Serbie      |
| Shippeitaro (en)                                   | Japanische Marchen und Sagan                                                             | David August Brauns                      | 1885                         | Japon       |
| The Three Princes and their Beasts (en)            |                                                                                          |                                          |                              | Lituanie    |
| The Goat's Ears of the Emperor Trojan (en)         | Volksmärchen der Serben                                                                  | Vuk Stefanović Karadžić                  | 1854                         | Serbie      |
| Le Pommier d'or et les Neuf Paonnes                | Volksmärchen der Serben                                                                  | Vuk Stefanović Karadžić                  | 1854                         | Serbie      |
| The Lute Player (en)                               |                                                                                          |                                          |                              | Russie      |
| The Grateful Prince (en)                           | Ehstnische Märchen                                                                       | Friedrich Reinhold Kreutzwald            | 1869                         | Estonie     |
| The Child who came from an Egg (en)                | Ehstnische Märchen                                                                       | Friedrich Reinhold Kreutzwald            | 1869                         | Estonie     |
| Stan Bolovan (en)                                  | Rumänische Märchen (bien que le conte qui en provient ait été ici adapté)                | Mite Kremnitz                            | 1882                         | Roumanie    |
| The Two Frogs                                      | Japanische Marchen und Sagan                                                             | David August Brauns                      | 1885                         | Japon       |
| The Story of a Gazelle                             | Swahili Tales (bien que le conte qui en provient ait été ici simplifié pour les enfants) | Edward Steere                            | 1870                         | Tanzanie    |
| How a Fish swam in the Air and a Hare in the Water |                                                                                          |                                          |                              |             |
| Two in a Sack                                      | Rüssiche Märchen                                                                         |                                          |                              | Russie      |
| Hanasaka Jiisan                                    | Japanische Marchen und Sagan                                                             | David August Brauns                      | 1885                         | Japon       |
| The Fairy Aurora (en)                              | Rumänische Märchen                                                                       | Mite Kremnitz                            | 1882                         | Roumanie    |
| The Enchanted Knife                                | Volksmärchen der Serben                                                                  | Vuk Stefanović Karadžić                  | 1854                         | Serbie      |
| Jesper Who Herded the Hares (en)                   |                                                                                          |                                          |                              | Scandinavie |
| The Underground Workers                            | Ehstnische Märchen                                                                       | Friedrich Reinhold Kreutzwald            | 1869                         | Estonie     |
| The History of Dwarf Long Nose                     |                                                                                          |                                          |                              |             |
| The Nunda, Eater of People (en)                    | Swahili Tales (bien que le conte qui en provient ait été ici simplifié pour les enfants) | Edward Steere                            | 1870                         | Tanzanie    |
| The Story of Hassebu                               | Swahili Tales (bien que le conte qui en provient ait été ici simplifié pour les enfants) | Edward Steere                            | 1870                         | Tanzanie    |
| Hachikazuki (en)                                   | Japanische Marchen und Sagan                                                             | David August Brauns                      | 1885                         | Japon       |
| The Monkey and the Jelly-fish                      | Japanische Marchen und Sagan                                                             | David August Brauns                      | 1885                         | Japon       |
| The Headless Dwarfs                                | Ehstnische Märchen                                                                       | Friedrich Reinhold Kreutzwald            | 1869                         | Estonie     |
| The Young Man Who Would Have His Eyes Opened       | Ehstnische Märchen                                                                       | Friedrich Reinhold Kreutzwald            | 1869                         | Estonie     |
| The Boys with the Golden Stars                     | Rumänische Märchen                                                                       | Mite Kremnitz                            | 1882                         | Roumanie    |
| The Frog                                           |                                                                                          |                                          |                              | Italie      |
| The Princess Who Was Hidden Underground (en)       |                                                                                          |                                          |                              | Allemagne   |
| Jouvencelle-Jouvenceau (en)                        | Sept Contes Roumains                                                                     | Jules Brun et Leo Bachelin               | 1894                         | Roumanie    |
| Die Geschichte von Hälbchen                        | Märchen und Gedichte aus der Stadt Tripolis in Nordafrika                                | Hans Stumme                              | 1898                         | Libye       |
| The Prince Who Wanted to See the World (en)        |                                                                                          |                                          |                              | Portugal    |
| Virgilius the Sorcerer (en)                        |                                                                                          |                                          |                              |             |
| Mogarzea and his Son (en)                          | Olümänische Märchen                                                                      |                                          |                              |             |

### The Crimson Fairy Book
Ces 36 histoires parues en 1903 proviennent de Hongrie, de Russie, de Finlande, d’Islande, de Tunisie, des pays baltes et d’ailleurs,.
| Titre                                                    | Nom de l'éventuel recueil   | Auteur/Collecteur de la version publiée, | Date de première publication | Origine   |
| -------------------------------------------------------- | --------------------------- | --- | ---------------------------- | --------- |
| Lovely Ilonka (en)                                       | Ungarische Mährchen         | Elisabet Róna-Sklarek | 1901                         | Hongrie   |
| Lucky Luck                                               | Ungarische Mährchen         | Elisabet Róna-Sklarek | 1901                         | Hongrie   |
| The Hairy Man (en)                                       |                             | |                              |           |
| To Your Good Health! (en)                                | Russische Märchen           | |                              | Russie    |
| The Story of the Seven Simons                            | Ungarische Mährchen         | Elisabet Róna-Sklarek | 1901                         | Hongrie   |
| The Language of Beasts                                   |                             | |                              |           |
| The Boy who could keep a Secret                          | Folk Tales of the Magyars   | |                              | Hongrie   |
| The Dragon and the Prince (en)                           | Volksmärchen der Serben     | Vuk Stefanović Karadžić | 1854                         | Serbie    |
| Little Wildrose (en)                                     |                             | Adapté du roumain |                              |           |
| Tiidu the Piper                                          | Esthnische Mährchen         | Friedrich Kreutzwald | 1869                         | Estonie   |
| Paperarello (aussi intitulé dans le recueil Paperabello) | Contes siciliens            | Laura Gonzenbach | 1870                         | Italie    |
| The Gifts of the Magician (en)                           | Finnische Mährchen          | |                              | Finlande  |
| The Strong Prince                                        | Ungarische Volksmärchen     | Elisabet Róna-Sklarek | 1901                         | Hongrie   |
| Le chasseur de trésors (de)                              | Volksmährchen der Deutschen | Johann Karl August Musäus | 1787                         | Allemagne |
| The Cottager and his Cat (en)                            | Isländische Märchen         | Le conte est traduit d'une traduction allemande de "Karlssonur og katturinn hans" par Josef Calasanz Poestion (de) du volume 2 du Íslenzkar Þjóðsögur og Æfintýri de Jón Árnason (1864). | 1884                         | Islande   |
| The Prince who would seek Immortality                    | Ungarische Volksmärchen     | Elisabet Róna-Sklarek |                              | Hongrie   |
| The Stonecutter (en)                                     | Japanische Mährchen         | |                              | Japon     |
| The Gold-bearded Man (en)                                | Ungarische Mährchen         | Elisabet Róna-Sklarek | 1901                         | Hongrie   |
| Tritill, Litill, and the Birds (en)                      | Ungarische Mährchen         | Elisabet Róna-Sklarek | 1901                         | Hongrie   |
| The Three Robes                                          | Isländische Mährchen        | Josef Calasanz Poestion | 1884                         | Islande   |
| The Six Hungry Beasts                                    | Finnische Mährchen          | |                              | Finlande  |
| How the Beggar Boy turned into Count Piro (en)           | Contes siciliens            | Laura Gonzenbach | 1870                         | Italie    |
| The Rogue and the Herdsman                               | Isländische Mährchen        | Josef Calasanz Poestion | 1884                         | Islande   |
| Eisenkopf                                                | Ungarische Mährchen         | Elisabet Róna-Sklarek | 1901                         | Hongrie   |
|                                                          |                             | |                              |           |

### The Brown Fairy Book
Le Brown Fairy Book (1904) contient des histoires des autochtones d'Amérique, des Bushmen australiens et des Sothos africains, ainsi que de Perse, de Laponie, du Brésil et d'Inde.

### The Orange Fairy Book
Publié en 1906, il comprend 33 contes du Jutland, de la Rhodésie, de l’Ouganda et de diverses autres traditions européennes.

### The Olive Fairy Book
L'Olive Fairy Book (1907) comprend des histoires insolites de Turquie, d'Inde, du Danemark, d'Arménie, du Soudan et de la plume d'Anatole France.

### The Lilac Fairy Book
Le Lilac Fairy Book (1910) contient des histoires du Portugal, d'Irlande et du Pays de Galles.